# HONEBONE
HONEBONE（ホネボーン）は、EMILYとKAWAGUCHIの2人からなる日本のバンドである。2014年よりデュオとして活動を始める。事務所には所属しておらず、完全フリーでの活動をしている。全国のライブハウスやフェス・イベントの出演だけでなく、映画等の劇中音楽の楽曲制作等も行なっている。

## メンバー
EMILY（エミリ、1990年9月18日 - ）- ボーカル
- 東京都高円寺出身。既婚。趣味はホラー映画鑑賞。
- 母がアメリカ出身のハーフ[3]
- 英語表記から「エミリー」と呼ばれることが多いが、正しくは「エミリ」である
- 「THE カラオケ★バトル」「家、ついて行ってイイですか？」「二軒目どうする？」など、個人としてもTVなどメディアに多数出演。
- 2021年公開の映画『リスタート』では主演女優を務めた。

KAWAGUCHI（カワグチ、1985年3月5日 - ） - ギター
- 東京都高円寺出身。既婚。趣味は韓国ドラマ鑑賞
- 舞台上ではアコースティックギターを主に演奏するが、楽曲制作においては、エレキギター、ベースなど多様な楽器を演奏し制作を行う[4]。
- J-WAVE「FRUIT MARKET」のジングルや、品川ヒロシ監督映画「リスタート」の劇伴も手掛ける。
- 劇団かもめんたるの第3回公演から4年にわたり劇中音楽を担当[5]

なお、2人はしばしば夫婦やカップルと噂されることもあるが、それぞれ別の一般人と結婚をしている。

## 特徴
実体験をもとにしたストーリー性のある歌詞と軽快なフォークサウンドが特徴で、ネガティブな感情をメインテーマにした楽曲が多い。
ライブシーンではそんな楽曲に対し、EMILYの笑いに溢れた MCとKAWAGUCHIの「顔ギター」と言われる激しいパフォーマンスで「ギター漫談」と称され、ネガティブなのにスカッとする」という声が生まれている。
アコースティックギターとEMILYの歌のみでパフォーマンスをする。

## 来歴
EMILYとKAWAGUCHIは地元が近く、2006年頃、友人同士でバンドを結成。
2014年
- ライブハウスを中心にライブ活動をスタート。

2015年
- 9月、2ndアルバム『SKELETON』発売。
- 12月23日、テレビ東京系『THE カラオケ★バトルSP【2015最終決戦】』にEMILYが出演[6]。以降、同番組に頻繁に出演。

2016年
- J WAVE『FRUIT MARKET』ジングル/テーマソング制作[7]。
- 10月、3rdアルバム『船出』リリース。

2017年
- 1月21日、竹原ピストルとライブ開催[8]。
- 11月4日、ニッポン放送『オールナイトニッポンR』の単発パーソナリティをEMILYが務める[9]。
- 東名阪ツアー開催。
- 劇団かもめんたるへ楽曲提供。
- 11月、4thアルバム『静かにしろ』リリース。

2018年
- 5月27日、ニッポン放送『笑福亭鶴瓶 日曜日のそれ』にゲスト出演[10]。
- 6月30日、笑福亭鶴瓶と上柳昌彦のライブイベント『ニッポン放送 「笑福亭鶴瓶 日曜日のそれ」お気に入りライブ』にゲスト出演。
- 8月、ミニアルバム『ナマリ』リリース。
- 「お命頂戴・お金頂戴」東名阪ツアー開催。

2019年
- 1月14日、杉並区の成人式にてEMILYが国歌斉唱を担当[11]。
- 5thアルバム『13』リリース。
- 4月29日、テレビ東京系『家、ついて行ってイイですか？』にEMILYが出演[12]。
- 5月、代官山UNITにて「NEXT STAGE」ワンマンライブを開催。
- スピードワゴン YouTube番組『トレンドワゴン』にEMILYがレギュラー出演。
- 10月26日・27日、台湾台中市の野外フェス「CAMP de AMIGO」にHONEBONE出演。初の海外公演。
- 11月より全国6か所「Fuyu Maji Samui」ツアーを開催（2020年1月まで）。

2020年
- 4月、NHK BSプレミアム『骨の髄まで歌います』が『うたう旅〜骨の髄まで届けます〜』としてレギュラー化[13]。
- 5月、テレビドラマ『異世界居酒屋のぶ』（WOWOWプライム）の主題歌「遥かなる景色」の歌唱を担当。また、劇中に出演（クレジットなし）。
- 9月24日、南千住警察署にて一日署長を務める。「自転車の正しい乗り方のうた」披露。
- 9月27日、「リスタート」ツアー最終公演を渋谷WWWXにて開催。
- 11月、竹原ピストルと2マンライブ『カンパイ！vol.1』出演。

2021年
- 7月、EMILYが主演を務めた『リスタート』（吉本興業、監督：品川祐）公開。主題歌を含む映画音楽はHONEBONEが担当[14]。
- 一本勝負ツアー（10公演）、リスタートツアー（12公演）を全国各地で開催。最終公演は渋谷WWWXにて開催。

2022年
- 2月、6thアルバム『SURVIVOR』をリリース。
- 3月、読売巨人軍 丸佳浩のオリジナル登場曲として『夜をこえて』を提供[15][16]。
- 全国14都市を巡る全国ツアー「巡礼」を開始。
- 4月、お笑いコンビテツandトモとライブを開催。
- 5月、『カンパイ！vol.2』NakamuraEmiとライブ開催。
- 7月、『カンパイ！vol.3』ヒグチアイとライブ開催。
- 9月、『カンパイ！vol.4』しずるとのライブ開催。
- 10月、全国ツアー「巡礼」の最終公演として渋谷Pleasure Pleasure にて開催。

2023年
- 4月、7thアルバム『祝祭』リリース。
- 5月、名古屋・大阪・仙台・東京にて『祝祭 JAPAN TOUR』を開催。
- 6月、『祝祭 JAPAN TOUR』最終公演の渋谷O-nestではゲストメンバーを迎えて数年ぶりとなるバンド編成での演奏を行った。

## ディスコグラフィ

### 配信限定シングル
| 発売日         | タイトル                   |
| -------------- | -------------------------- |
| 2017年11月15日 | 冷たい人間                 |
| 2020年12月16日 | バンドマン                 |
| 2021年5月26日  | 捨てられない花             |
| 2021年5月26日  | きれいな夜                 |
| 2021年6月30日  | リスタート                 |
| 2021年7月7日   | 自転車の正しい乗り方のうた |
| 2022年8月8日   | 夜をこえて                 |
| 2023年4月12日  | わるいゆめ                 |
| 2023年10月25日 | 変身/白紙                  |
| 2023年12月22日 | Fuyu Maji Samui            |

### オリジナルアルバム
|     | 発売日         | タイトル        | 規格    | 品番      | 収録曲 |
| --- | -------------- | --------------- | ------- | --------- | --- |
| 1st |                | Too Many Kisses | CD      |           | 1.くちびるだより 2.新宿ラプソディ 3.ドクター 4.ソーセージ 5.君もtoo shy 6.hurt my heart                                                                              |
| 2nd | 2015年9月26日  | SKELETON        | CD      | LDCH-0004 | 1.ひとでなし 2.カメレオン 3.IRA 4.手紙 5.骸骨 6.同じ夢を 7.ちょっと悲しいお話 8.するめいか 9.カエル 10.夏が嫌いになっちゃった 11.フリーター 12.負け犬と路地裏        |
| 3rd | 2016年10月5日  | 船出            | CD      | LDCH-0005 | 1.生きるの疲れた 2.満月こわい 3.港の唄 4.恋愛相談 5.S 6.空き缶蹴って 7.トラウマ 8.空は青いのに 9.地獄に落ちようか 10.安全運転 11.あっけらかん                        |
| 4th | 2017年11月15日 | 静かにしろ      | CD      | LDCH-0006 | 1.冷たい人間 2.静かにしろ 3.なあ、ちょいと 4.スマイル 5.モンキー 6.酔いどれ数え唄 7.おごってくれよ 8.悪魔                                                            |
| 5th | 2019年4月17日  | 13              | CD      | LDCH-0008 | 1.13 2.サラバ！ 3.やっちゃった 4.東横戦争 5.がんじがらめ 6.汚れた場所でも 7.オムニマッ 8.赤ちょうちん 9.いてえじゃねえか                                             |
| 6th | 2022年2月9日   | SURVIVOR        | CD+配信 | LDCH-0010 | 1.そうじゃなかったじゃん 2.なんにもない一日 3.きれいな夜 4.捨てられない花 5.ロンリーボーイ 6.チェイス 7.メロディ 8.甘い生活 9.リスタート 10.バカとはしゃべりたくない |
| 7th | 2023年4月26日  | 祝祭            | CD+配信 |           | 1.祝祭 2.とりあえず、生！ 3.へだたってる僕ら 4.わるいゆめ 5.灯火 6.ネロリ 7.夜をこえて 8.前言撤回                                                                    |
| 8th | 2023年11月8日  | 継承            | CD+配信 |           | 1. 飛べない 2. 変身 3. 27 CLUB 4. めんどくさい人間 5. ピエロ 6. 白紙 7. WHY SO SERIOUS? 8. 変な食卓 9. わるいゆめ (継承 ver.) 10. Re リスタート                      |

### ライブDVD
- NEXT STAGE -2019/05/18-
- RESTART TOUR 2021 Final -2021/11/21-

## タイアップ
| 楽曲                     | タイアップ |
| ------------------------ | ---------- |
| 自転車の正しい乗り方の歌 | 警視庁     |

## 出演

### テレビ
- THE カラオケ★バトル（2015年12月23日、2016年1月27日、3月16日、5月18日、8月31日、11月2日、2020年7月19日、10月25日、テレビ東京系）
- バズリズム02（2017年、日本テレビ系）
- 骨の髄まで歌います（2018年11月3日・10日、NHK BSプレミアム）
- メイプル超音楽（2018年12月15日、2020年6月13日、CBCテレビ）
- 家、ついて行ってイイですか?（2019年、テレビ東京系）
- うたう旅〜骨の髄まで届けます〜（2019年、NHK BSプレミアム）
- 二軒目どうする?〜ツマミのハナシ〜（2020年8月23日、テレビ東京系） - EMILYのみ
- BSコンシェルジュ（2020年6月12日、8月30日、NHK総合）
- ハートネットTV フクチッチ（2022年5月2日・9日、Eテレ）
- 郷愁の街角ラーメン（2020年9月30日、BS-TBS）
- 上田と女が吠える夜（2023年7月26日、日本テレビ） - EMILYのみ

### ラジオ
- EMILYのオールナイトニッポンR（2017年11月4日、ニッポン放送） - EMILY単発パーソナリティ
- 笑福亭鶴瓶 日曜日のそれ（2018年5月27日、2019年3月24日、ニッポン放送） - ゲスト
- 青山テルマのアフタースクールパラダイス（2018年8月9日、NHK FM） - ゲスト
- Dream AmiのHappy-Go-Lucky☆（2018年8月12日・8月19日、2019年4月21日・28日、JFN系列） - ゲスト
- KONISHIKIのLEALEA SATURDAY（2020年7月18日・25日、NACK5） - ゲスト
- ラジオのアナ〜ラジアナ（2023年2月、NACK5） - 木曜日代打パーソナリティ（EMILY）

### 映画
- リスタート（2021年7月16日公開、吉本興業） - 主演・杉原未央 役（EMILY）

### テレビドラマ
- 異世界居酒屋「のぶ」（2020年5月16日 - 7月17日、WOWOWプライム）

## ライブ・ツアー
- 「お命頂戴・お金頂戴」ツアー（2018年）
- 「NEXT STAGE」（2019年5月、代官山UNIT） - ワンマンライブ
- 「Fuyu Maji Samui」ツアー（2019年）
- 『カンパイ！vol.1』（×竹原ピストル）（2020年11月）
- 「一本勝負ツアー」ツアー（2021年）
- 「リスタートツアー」ツアー（2021年）
- 「巡礼」ツアー（2022年）
- 『カンパイ！vol.2』（×NakamuraEmi）（2022年5月）
- 7月『カンパイ！vol.3』（×ヒグチアイ）（2022年7月）
- 9月『カンパイ！vol.4』（×しずる）（2022年9月）
- 『祝祭 JAPAN TOUR』ツアー（2023年）